# Sicyos lanceoloideus
Sicyos lanceoloideus är en gurkväxtart som först beskrevs av Harold St.John, och fick sitt nu gällande namn av Warren Lambert Wagner och D.R. Herbst. Sicyos lanceoloideus ingår i släktet hårgurkor, och familjen gurkväxter. Inga underarter finns listade i Catalogue of Life.